# 薩莫特坎河

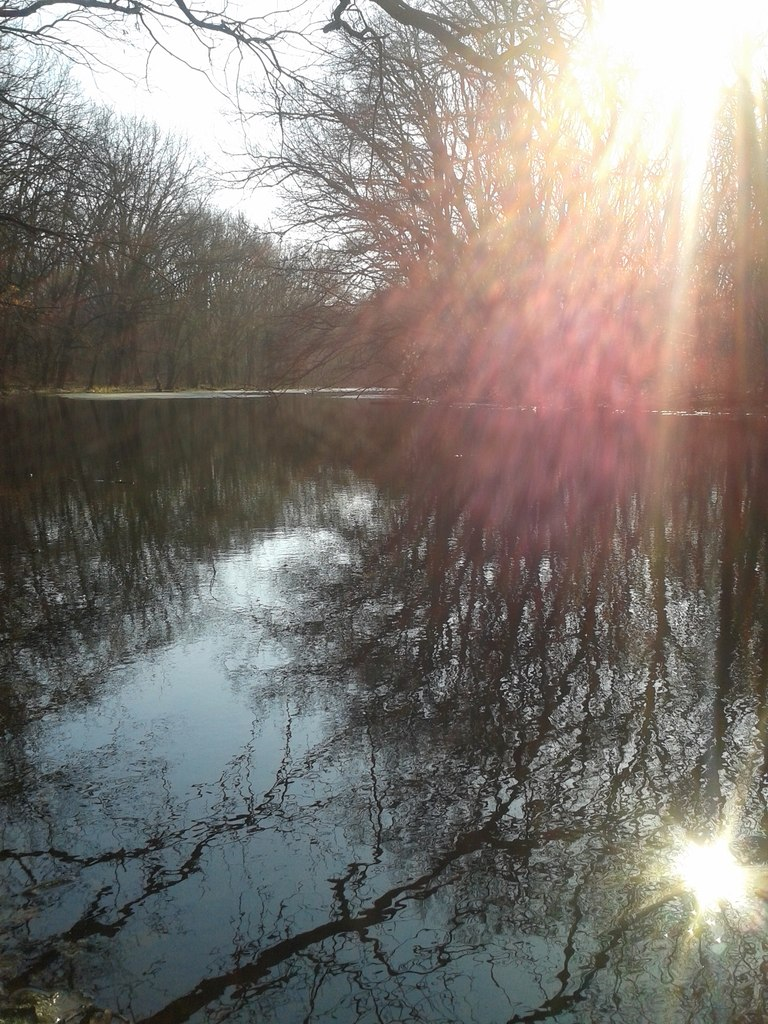

薩莫特坎河（烏克蘭語：Самоткань），是烏克蘭的河流，位於該國中部，流經第聶伯羅彼得羅夫斯克州，河口處在上第聶伯羅夫斯克西北面，河道全長42公里，流域面積339平方公里。